# Ailuronyx tachyscopaeus
Ailuronyx tachyscopaeus (бронзовий гекон карликовий) — вид геконоподібних ящірок родини геконових (Gekkonidae). Ендемік Сейшельських Островів.

## Опис
Карликовий бронзовий гекон — невелика ящірка, середня довжина якого (без врахування хвоста) становить 84 мм.

## Поширення і екологія
Карликові бронзові гекони мешкають на островах Мае, Консепшен, Силует, Праслен і Ла-Діг в архіпелазі Сейшельських островів. Вони живуть в тропічних лісах, пальмових гаях, на кокосових плантаціях і в садах, на висоті до 350 м над рівнем моря. Ведуть нічний, деревний спосіб диття. Живляться комахами. Самиці відкладають яйця, які приклеюють до нижньої сторони пальмового листя.

## Збереження
МСОП класифікує стан збереження цього виду як близький до загрозливого. За оцінками дослідників, станом на 2005 рік популяція карликових бронзових дослідників становила 22795 ± 1220 плазунів. Їм загрожує хижацтво з боку інтродукованих тварин, зокрема мурах Anoplolepis gracilipes.